# Tiroksin
Tiroksin, tetrajodtironin ali okrajšano T4 je hormon, ki nastaja v ščitnici. Spodbuja presnovo, rast in razvoj živčevja ter povečuje razgradnjo beljakovin in glikogena. Nastane tako, da se jodidni ioni v ščitnici s pomočjo encima peroksidaze oksidirajo do joda, pri tem pa se porablja vodikov peroksid (H2O2). Jod reagira s tireoglobulinom, beljakovino v ščitnici, ki v svoji strukturi vsebuje številne aminokislinske preostanke, na katere se vežejo jodidni ioni, iz tega nato nastaneta dva možna produkta – dijodotirozin in monojodotirozin, pri končni reakciji pa se lahko povežeta dve molekuli dijodotirozina ali pa ena molekula dijodotirozina in dve molekuli monojodotirozina. Iz tiste molekule, ki ima v strukturi štiri jodove atome, nastane ščitnični hormon tiroksin, če pa vsebuje 3 jodove atome – v primeru, da se povežeta ena molekula dijodotirozina (tiroksina) in ena molekula monojodotirozina – pa nastane trijodotitozin.

## Biosinteza
Za sintezo ščitničnih hormonov, tako tiroksina kot trijodtironina, je nujno potreben jod, ki ga iz krvnega obtoka proti koncentracijskemu gradientu s pomočjo jodidne črpalke (Na/I-simporter) aktivno kopičijo folikelske celice. V celicah s pomočjo ščitnične peroksidaze (TPO) poteka oksidacija jodida in jodiranje tirozilnih ostankov tiroglobulina. Nastaneta monojodtirozin in dijodtirozin, ki se nato, vezana na tiroglobulin, sklapljata v trijodtironin in tiroksin. V zadnji fazi lizosomske proteaze razrežejo tiroglobulin ter sprostijo molekule ščitničnih hormonov, ki preko bazalne celične membrane preidejo v kri in se v veliki večini vežejo na plazemske beljakovine. Tkivom je dostopna samo nevezana frakcija hormonov. Tiroksin v drugih organih (jetra, ledvice, srce) se dejodira v aktivnejši trijodtironin ali pa v inaktivni reverzni trijodtironin.

## Nepravilno delovanje
V primeru, da nam primanjkuje joda, se v ščitnici začne nabirati neaktivni tiroksin, ki je neuporaben. Celice še naprej pošiljajo sporočila hipotalamusu in hipofizi, da nujno potrebujejo tiroksin, zato se njegovo nastajanje še pospeši. Toda ves nastali tiroksin je brez joda neuporaben. Takrat pride do pojava golšavosti - ščitnica se močno poveča, kar se vidi kot izboklina na vratu. V primeru, da se tega ne zdravi, lahko povečana ščitnica tudi stisne sapnik. Zdravljenje golšavosti je precej enostavno, z dodajanjem joda v prehrano.
Če pride do povečanega delovanje ščitnice in prekomernega nastajanja tiroksina, pojav imenujemo hipertiroidizem (tudi hipertiroza). Pogosta je Basedowova bolezen (tudi bazedovka). Ker tiroksin pospešuje prehajanja kisika v celice, posledično pospešuje tudi celično dihanje in porabo glukoze. Prekomerne količine tako pripeljejo do porabe celotne zaloge glukoze in do različnih težav. Bazedovko torej spremljajo naslednji simptomi: pospešena prebava, hujšanje, nemir, tresenje, utrujenost, izbuljene oči, motnje koncentracije, povišan srčni utrip in oslabljenost.
Če je ščitničnega hormona premalo, govorimo o hipotiroidizmu (tudi hipotirozi). Pri odraslih se to pogosto pokaže v obliki bolezni miksedem. Zanj značilni simptomi so debelost, depresija, žalost, izpadanje las, lomljenje nohtov, izčrpanost, menstrualne težave in podvrženost alergijam ter infekcijam. Če tiroksina primanjkuje pri majhnih otrocih, to lahko vodi do hudih posledic. Pride do pojavov imenovanih kretenizem, idiotizem in imbicilizem.